# Hiroki Ioka
Hiroki Ioka (jap. 井岡弘樹 Ioka Hiroki; ur. 8 stycznia 1969 w Sakai) - japoński bokser, były zawodowy mistrz świata wagi słomkowej (do 105 funtów) organizacji WBC i wagi junior muszej (do 108 funtów) organizacji WBA. Wuj boksera Kazuto Ioki.
Karierę zawodową rozpoczął 23 stycznia 1986. Do lipca 1987 stoczył 8 walk wszystkie wygrywając. W ostatniej zdobył tytuł mistrza Japonii.
18 października 1987 w Osace (Japonia) spotkał się o tytuł mistrza świata organizacji WBC w kategorii słomkowej z Mai'em Thomburifarmem z Tajlandii. Wygrał i został pierwszym mistrzem świata WBC w nowo utworzonej kategorii wagowej.
W roku 1988 bronił tytułu trzykrotnie. Do pierwszej obrony doszło 31 stycznia. Pokonał Południowokoreańczyka Lee Kyung-yuna przez TKO w dwunastej rundzie. W kolejnej walce zremisował z Tajem Napą Kiatwanchajem. Do rewanżu doszło 13 listopada. Po wyrównanym pojedynku przegrał niejednogłośną decyzją sędziów. Próba odzyskania tytułu była nieudana. 10 czerwca 1989 przegrał ponownie z Kiatwanchajem przez TKO w jedenastej rundzie będąc na deskach w rundzie piątej i dwukrotnie jedenastej.
Po porażce przeszedł do wyższej kategorii, w której do czerwca 1991 stoczył siedem zwycięskich walk. 17 grudnia w Osace zmierzył się z Południowokoreańczykiem Yuh Myung-woo o tytuł mistrza WBA w wadze junior muszej. Po wyrównanym pojedynku wygrał niejednogłośną decyzją sędziów i został mistrzem w drugiej kategorii wagowej. W pierwszej obronie tytułu 31 marca 1992 pokonał Filipińczyka Noela Tunacao a w następnej, 15 czerwca, Kim Bong-juna z Korei Południowej. 18 listopada doszło do rewanżu z Yuh Myung-woo. Spotkanie zakończyło się po niejednogłośnej decyzji sędziów porażką i utratą tytułu.
Ponownie przeniósł się do wyższej kategorii wagowej. 21 czerwca 1993 przegrał z Wenezuelczykiem Davidem Grimanem walkę o tytuł mistrza WBA w wadze muszej. Po dwóch nieudanych próbach jego zdobycia, 17 października 1995 z Tajem Saenem Sor Ploenchitem i 25 lutego 1997 z Wenezuelczykiem Jose Borillą, przeniósł się do wagi junior koguciej. Próba zdobycia tytułu mistrza świata WBA w tej kategorii również nie powiodła się. Przegrał 29 kwietnia 1998 z rodakiem Satoshim Iidą. Ostatnią walkę stoczył 19 grudnia 1998. Przegrał z późniejszym wieloletnim mistrzem WBC w kategorii junior koguciej Masamorim Tokuyamą (Japonia).